# Закшево (Равицький повіт)
Закшево (пол. Zakrzewo, нім. Zakrzewo) — село в Польщі, у гміні Мейська Ґурка Равицького повіту Великопольського воєводства.
Населення — 333 особи (2011).
У 1975-1998 роках село належало до Лешненського воєводства.

## Демографія
Демографічна структура станом на 31 березня 2011 року:
|          | Загалом | Допрацездатний вік | Працездатний вік | Постпрацездатний вік |
| -------- | ------- | ------------------ | ---------------- | -------------------- |
| Чоловіки | 170     | 35                 | 116              | 19                   |
| Жінки    | 163     | 33                 | 96               | 34                   |
| Разом    | 333     | 68                 | 212              | 53                   |